# Seoul Metropolitan Rapid Transit Corporation
Seoul Metropolitan Rapid Transit Corporation (SMRT) (en hangul: 서울특별시도시철도공사 - Seoul Teukbyeolsi Dosicheoldo Gongsa) es una empresa estatal de Corea del Sur creada en 1994 para operar la Línea 5, Línea 6, Línea 7 y Línea 8 del Metro de Seúl
La empresa gestiona un total de 201 trenes sobre 148 estaciones de las líneas indicadas anteriormente. Actualmente los intervalos de paso son de entre 2,5-6 minutos durarte las horas punta y de 5-10 minutos durante el resto de horas. El número de viajeros diarios en el conjunto de líneas gestianadas por la empresa asciende a 2.037.000.